# KV Sasja HC Hoboken
Il KV Sasja HC Hoboken è una squadra di pallamano maschile belga con sede a Hoboken.

È stato fondato nel 1933.

## Palmarès

### Trofei nazionali
- Campionato belga: 6
  - 1967-68, 1973-74, 1974-75, 2005-06, 2006-07, 2007-08.
- Coppa del Belgio: 6
  - 1970-71, 1972-73, 1976-77, 1980-81, 1981-82, 2006-07.
- Benelux League: 1
  - 2007-08.